# Dee Dee Warwick
Delia Juanita ("Dee Dee") Warrick (Newark, New Jersey, 25 september 1945 – Essex County, New Jersey, 18 oktober 2008) was een Amerikaans zangeres.

## Biografie

### Familie en Jeugd
Warwicks vader was Mansel Warrick. Hij promootte gospelplaten voor Chess Records. Haar moeder was Lee Drinkard. Drinkard was manager van de gospelgroep de Drinkard Singers. Haar broers en zus waren de leden van deze groep. De zus van haar moeder was Emily Drinkard, beter bekend als Cissy Houston, de moeder van Whitney Houston. Samen met haar tante en haar zusje Dionne Warwick zongen ze in een gospelgroep, the Gospelaires genaamd. En in navolging van haar zus veranderde ze de naam Warrick in de naam Warwick. In de jaren zestig ging ze over van gospel naar soulrepertoire. Samen met Dionne, Cissy Houston, Doris Troy, en de Sweet Inspirations was ze de meestgevraagde achtergrondzangeres van New York, ze zong samen met The Drifters, Chuck Jackson, Garnet Mimms, Aretha Franklin, Nina Simone en Wilson Pickett.

### Carrière
In 1963 ging Warwick solo zingen en maakte ze hits zoals I'm Gonna Make You Love Me, mede-geschreven door Kenneth Gamble en Leon Huff. I'm Gonna Make You Love Me werd later gecoverd door Diana Ross & The Supremes, The Temptations en Play. Een andere hit van haar was Foolish Fool die genomineerd was voor een Grammy Award, She Didn't Know (she Kept On Talking) werd later de tweede nominatie voor een Grammy. Tevens bleef ze zingen in de studio's als achtergrondzangeres. Haar solocarrière was minder succesvol dan die van Dionne, Warwick zong meer r&b dan haar zus.
In de jaren zeventig tekende ze een contract bij platenmaatschappij Atco en kreeg ze een hit met She Didn't Know (She Kept On Talking). Ze werkte af en toe samen met de Dixie Flyers ritme sectie en ze deed de achtergrondzang bij de Sweet Inspirations. Ze tekende in 1973 een contract met het Mercury platenlabel. Later in de jaren zeventig zou ze nog contracten gaan tekenen met verschillende platenlabels. Haar laatste hit was  Get Out of My Life. Daarna ging ze weer voor haar zus Dionne zingen in het achtergrondkoor. In 2006 toerde ze mee tijdens de concerten van Dionne en zong ze mee op de soundtrack van de film For Daddy's Little Girls. In 2008 zong Warwick mee op het gospelalbum Why We Sing van Dionne (dat groots aangekondigd was) en in februari datzelfde jaar deed ze de achtergrondvocalen bij Dionnes show in Europa My Music and Me.
Later dat jaar werd ze ernstig ziek en is ze gestorven in een verpleeghuis, in het bijzijn van Dionne.

## Diversen
- Alle opnames die ze heeft gemaakt bij de platenmaatschappijen Mercury en Atco zijn later uitgebracht op cd.

## Discografie

### Singles
| Single met eventuele hitnotering(en) in de Nederlandse Top 40 | Datum van verschijnen | Datum van binnenkomst | Hoogste positie | Aantal weken | Opmerkingen                                                |
| ------------------------------------------------------------- | --------------------- | --------------------- | --------------- | ------------ | ---------------------------------------------------------- |
| You' re no good                                               | 1963                  | -                     |                 |              | Gecoverd door Linda Ronstadt                               |
| Do It With All Your Heart                                     | 1965                  | -                     |                 |              |                                                            |
| We're Doing Fine                                              | 1965                  | -                     |                 |              |                                                            |
| I Want To Be With You                                         | 1966                  | -                     |                 |              |                                                            |
| I'm Gonna Make You Love Me                                    | 1966                  | -                     |                 |              | Gecoverd door Diana Ross & the Supremes en the Temptations |
| When Love Slips Away                                          | 1967                  | -                     |                 |              |                                                            |
| That's Not Love                                               | 1969                  | -                     |                 |              |                                                            |
| Ring of Bright Water                                          | 1969                  | -                     |                 |              |                                                            |
| Foolish Fool                                                  | 1969                  | -                     |                 |              |                                                            |
| She Didn't Know (She Kept On Talking)                         | 1970                  | -                     |                 |              |                                                            |
| Cold Night In Georgia                                         | 1970                  | -                     |                 |              |                                                            |
| Suspicious minds                                              | 1971                  | -                     |                 |              |                                                            |
| Get Out Of My Life                                            | 1975                  | -                     |                 |              |                                                            |